# Mar adentro
Mar adentro (De zee vanbinnen) is een Spaanse biografische dramafilm uit 2004 onder regie van Alejandro Amenábar. Internationaal werd de productie ook uitgebracht als The Sea Inside. Het verhaal van de film is gebaseerd op het leven van Ramón Sampedro, een na een ongeluk vanaf zijn nek verlamde man die daar 29 jaar mee door moest leven, terwijl hijzelf euthanasie wenste.
Mar adentro won de Oscar voor beste niet-Engelstalige film en werd ook genomineerd voor die voor beste grime. Daarnaast won de film zestig andere prijzen, waaronder twee European Film Awards, een Golden Globe, veertien Goya Awards, een Independent Spirit Award, drie prijzen van het Filmfestival van Venetië 2004 en een Premi David di Donatello.

## Verhaal
Ramón Sampedro maakte 26 jaar geleden een verkeerde inschatting van het getij tijdens het klifduiken en dook daardoor te ondiep water in. Daardoor klapte hij tegen de bodem, brak hij zijn nek en liep een tetraplegie op. Sindsdien kan hij beneden zijn nek niets meer bewegen. Ramón vindt zijn bestaan onwaardig en wil zo niet meer leven. Hij heeft hulp gezocht bij Gené. Zij is een actief lid van een stichting die strijdt voor een verandering in het Spaanse recht die zelfbeschikking en daarmee euthanasie een wettelijk vastgelegd recht moet maken. Om Ramón juridisch bij te staan, laat zij advocate Julia naar La Coruña komen, waar hij aan zijn bed gekluisterd is. Doordat Julia zelf aan de leukodystrofie CADASIL lijdt, voldoet ze aan Ramóns eis dat de persoon die hem bij komt staan zich kan inleven in zijn situatie. Zij beweegt zich nog met een kruk voort, maar zal onvermijdelijk lichamelijk en mentaal steeds verder aftakelen.
Ramón wordt met ziel en zaligheid verzorgd door Manuela, de echtgenote van zijn oudere broer José. Die is fel tegen op de wens van zijn broer om uit het leven te stappen. Hij weigert iedere medewerking en verbiedt zijn vrouw en zoon Javier zich met Ramóns plannen in te laten. Manuela zelf wil geen oordeel vellen over de wensen van een ander. Manuela ontvangt Julia wanneer die samen aankomt met Marc, die aantekeningen voor Julia komt maken. Marc klikt tegelijkertijd meteen met Gené. Julia wil Ramón pro Deo helpen een rechtszaak aan te spannen om euthanasie in Spanje legaal te krijgen. Hij krijgt onverwacht nog meer morele bijval wanneer Rosa hem op televisie ziet praten over zijn sterfwens. Omdat ze in de buurt woont, komt ze bij Ramón op bezoek. Hoewel hij erg direct tegen haar is, raakt Rosa direct op hem gesteld en blijft ze hem bezoeken. Ze is de alleenstaande moeder van zoontjes Cristián en Samuel en vindt hem de aardigste man die ze in haar leven heeft ontmoet. Rosa wil een vriendin voor Ramón zijn en hem zijn zin in het leven teruggeven. Hij vindt dat een echte vriendin zijn sterfwens moet respecteren. Naar aanleiding van de televisie-uitzending komen er meer steunbetuigingen aan Ramón binnen.
Julia en Ramón worden steeds hechter, maar wanneer zij door haar ziekte in elkaar zakt op de trap, kan ze een tijd niet meer naar hem toe. Ze wil zich aansluiten bij Genés stichting, maar Gené vertelt haar dat ze daar op een ander, helderder moment rustig over moet beslissen. Haar organisatie is er niet om mensen na een wanhopig moment te helpen met uit het leven stappen, maar om te strijden voor zelfbeschikking. Euthanasie is daar één aspect van, maar niet het totale pakket. Gené geeft Julia ook een brief van Ramón, waaruit haar duidelijk wordt dat haar CADASIL een belangrijke reden is dat ze gekozen is om hem bij te staan. Ramón kan zich omgekeerd ook inleven in angsten die haar echtgenoot zich met de beste wil van de wereld niet voor kan stellen. Julia schrijft hem terug dat ze hard oefent met een fysiotherapeut en hem binnen korte tijd bij komt staan om een boek te schrijven over wat hij meemaakt. Marc maakt zich inmiddels sterk om voor hem het recht op zelfbeschikking te verwerven.
De eveneens aan tetraplegie lijdende priester Francisco bezoekt Ramón thuis om te proberen hem zijn voornemen uit het hoofd te praten. De geestelijke ontmoet bij voorbaat vijandigheid. Ramón en de mensen om hem heen voelen zich door hem vernederd door zijn uitspraken in een televisieprogramma dat ze zagen. Daarin betoogde Francisco dat Ramóns motivatie voor zijn rechtsgang niet echt een wens om euthanasie is, maar een schreeuw om aandacht en liefde die hij te weinig krijgt van zijn familie. Ramón wordt niettemin oprecht en intens geliefd door onder meer Manuela, Julia en Rosa. Manuela is extreem zorgzaam voor hem, Julia een zielsverwante en Rosa verliefd. Francisco werpt op dat volgens hem zelfbeschikking het te ver doorvoeren van privébezit is. Ramón vindt dat het juist voor een man van een schatrijke instelling als de kerk hypocriet is om te oordelen over bezit. Francisco's schrikbeeld over hoe het zelfmoordenaars wellicht vergaat na de dood, vindt Ramón religieuze chantage waarvan hij niet onder de indruk is. Ramón denkt dat er na het sterven niets is. Hij vraagt Francisco hoe de kerk tegen het beslissen over menselijk leven kan zijn, wanneer het zelf eeuwenlang mensen tot de brandstapel heeft veroordeeld. Francisco geeft het op en laat zich wegbrengen.
Ramón is 29 jaar verlamd en jaren kwijt aan pogingen om legaal uit het leven te mogen stappen, wanneer Marc voor de zoveelste keer ongelijk krijgt van het Spaanse gerecht. Ramón vraagt daarom aan Rosa om hem te helpen. Hoewel ze zelf niet wil dat hij sterft, zegt ze toe. Gené helpt hen officieus door te onthullen dat de juiste dosis cyaankali voor hun doel 200 milligram is. Helemaal pijnloos is het niet, maar Ramón wil hoe dan ook stoppen met het leven. Als hem geen waardig einde toegestaan wordt, dan maar een zo goed mogelijke eigen poging daartoe. Hij neemt afscheid van Manuela en Javier, die officieel niet mogen weten wat hij gaat doen, maar beseffen dat ze Ramón niet meer levend terug zullen zien. Daarna wordt hij naar het huis van Rosa gebracht. Met haar brengt hij de laatste avond van zijn leven door. Daarna drinkt Ramón het door Rosa gemengde glas water met cyaankali leeg en sterft enkele ogenblikken later.
Gené bezoekt Julia om haar te vertellen dat Ramón gestorven is. Julia's CADASIL blijkt alleen al zover gevorderd dat ze niet meer weet wie hij was.

## Rolbezetting
| Acteur           | Personage        | Opmerkingen                                              |
| ---------------- | ---------------- | -------------------------------------------------------- |
| Javier Bardem    | Ramón Sampedro   |                                                          |
| Belén Rueda      | Julia            | Ramóns advocate                                          |
| Lola Dueñas      | Rosa             | Vriendin die zich om de stervenswens van Ramón bekommert |
| Mabel Rivera     | Manuela Sampedro | Ramóns schoonzus en voornaamste verpleegster             |
| Celso Bugallo    | José Sampedro    | Ramóns broer                                             |
| Tamar Novas      | Javier Sampedro  | Zoon van Manuela en José                                 |
| Joan Dalmau      | Joaquín          | Ramóns vader                                             |
| Alberto Jiménez  | Germán           | Julia's man                                              |
| Clara Segura     | Gené             |                                                          |
| Francesc Garrido | Marc             |                                                          |
| José María Pou   | Francisco        | Priester                                                 |
| Alberto Amarilla | Andrés           | Broeder                                                  |

## De ware feiten
De film is gebaseerd op de waargebeurde geschiedenis van de echte Ramón Sampedro, een Spanjaard door een duikongeluk tetraplegie opliep. Hij streed bijna dertig jaar voor het recht op euthanasie. Omdat juridische toestemming uitbleef, pleegde hij in 1998 zelfmoord met behulp van een bevriende vrouw. In de film komt deze hulp van het fictieve personage "Rosa", in werkelijkheid heette zij Ramona Maneiro. Zij bekende haar hulp bij de zelfdoding op 12 januari 2005, toen zij er niet meer voor gestraft kon worden omdat de verjaringstermijn was verlopen.
Sampedro schreef gedichten, die kort voor zijn dood werden gepubliceerd in een bundel met de titel Cartas desde El Infierno (Brieven uit de Hel). De film kreeg in Spanje aanzienlijke aandacht van de media. De discussie rond de legalisering van euthanasie in het land kreeg hierdoor een nieuwe impuls.

## Prijzen (specificatie)
- Academy Award (Verenigde Staten) - Beste buitenlandse film
- Golden Globe (Verenigde Staten) - Beste buitenlandse film
- Independent Spirit Award (Verenigde Staten) - Beste buitenlandse film
- Premios Goya (Spanje) - Beste film, beste regisseur, beste acteur, beste actrice, beste vrouwelijke bijrol, beste mannelijke bijrol, beste camerawerk, beste make up, beste nieuwe acteur, beste nieuwe actrice, beste originele muziek, beste productie, beste script, beste geluid
- European Film Awards - Beste regisseur, beste acteur
- Silver Condor (Argentinië) - Beste buitenlandse film
- FCCA Award (Australië) - Beste buitenlandse film
- Sudbury Cinéfest (Canada) - Beste film
- Guild Film Award - Gold (Duitsland) - Beste buitenlandse film
- David di Donatello (Italië) - Beste Europese film
- Film Festival van Venetië (Italië) - Beste film, Coppa Volpi voor beste acteur, juryprijs voor Alejandro Amenábar
- CEC Award (Spanje) - Beste acteur, beste vrouwelijke bijrol, beste nieuwkomer, beste camerawerk
- Fotogramas de Plata (Spanje) - Beste film, beste acteur, beste actrice
- Sant Jordi Awards (Spanje) - Beste film, beste acteur, beste actrice, publieksprijs
- Turia Awards (Spanje) - Publieksprijs
- Golden Kinnaree Award (Thailand)) - Beste acteur, beste film
- BFCA Award (Verenigde Staten) - Beste buitenlandse film
- Hollywood Discovery Award (Verenigde Staten) - Beste Europese film
- NBR Award (Verenigde Staten) - Beste buitenlandse film
- SDFCS Award (Verenigde Staten) - Beste buitenlandse film
- Satellite Awards (Verenigde Staten) - Beste buitenlandse film
- Premios ACE (Verenigde Staten) - Beste film, beste vrouwelijke bijrol